# P NATION의 음반
이 문서는 P NATION에서 발매한 음반 목록이다.

## 2019년 ~ 2024년
- 2019년 2월 22일 제시 - 킬빌 2nd Live
- 2019년 3월 30일 제시 - [Digital Single] 성냥 한 개비 (킬빌)
- 2019년 8월 28일 크러쉬 - [Digital Single] 나빠
- 2019년 9월 23일 제시 - [Digital Single] Who Dat B
- 2019년 10월 31일 크러쉬 - [Digital Single] I Wanna Be Yours[1]
- 2019년 11월 1일 제시 - [Digital Single] Drip
- 2019년 11월 5일 던 - [Digital Single] 머니
- 2019년 11월 5일 현아 - [Digital Single] FLOWER SHOWER
- 2019년 12월 5일 크러쉬 - From Midnight To Sunrise
- 2019년 12월 18일 싸이 - [Digital Single] 우리의 밤은 하얗다[2]
- 2020년 2월 9일 크러쉬 - 사랑의 불시착 OST Part.10[3]
- 2020년 2월 20일 크러쉬 - [Digital Single] Digital Lover
- 2020년 3월 7일 크러쉬 - 이태원 클라쓰 OST Part.11
- 2020년 3월 19일 제시 - [Digital Single] Digital Lover
- 2020년 4월 29일 던 - 신구함께[4]
- 2020년 5월 20일 크러쉬 - [Digital Single] homemade 1[5]
- 2020년 6월 7일 크러쉬 - JTBC 비긴어게인 코리아 Episode.1[6]
- 2020년 7월 14일 크러쉬 - [Digital Single] OHIO
- 2020년 7월 30일 제시 - NUNA
- 2020년 9월 10일 크러쉬 - [Digital Single] Sweet Love (취향저격 그녀 X Crush)
- 2020년 10월 9일 던 - 던디리던
- 2020년 10월 10일 제시[7] - [Digital Single] Don't Touch Me[8]
- 2020년 10월 20일 크러쉬 - with HER
- 2020년 12월 30일 디아크 - [Digital Single] 잠재력
- 2021년 1월 28일 현아 - I’m Not Cool
- 2021년 3월 17일 제시 - [Digital Single] 어떤X
- 2021년 4월 20일 페노메코 - Dry Flower
- 2021년 5월 13일 디아크 - Genius
- 2021년 5월 20일 헤이즈 - HAPPEN
- 2021년 7월 31일 헤이즈 - [Digital Single] [Vol.106] 유희열의 스케치북 : 예순 여덟번째 목소리 '유스케 X 헤이즈'
- 2021년 8월 4일 헤이즈 - [Digital Single] 비가 오는 날엔 (2021)
- 2021년 8월 25일 페노메코 - [Digital Single] Organic
- 2021년 9월 9일 현아&던 - 1+1=1
- 2021년 10월 3일 페노메코 - [Digital Single] GOOD KID (스터디그룹 X 릴보이 (lIlBOI), 페노메코 (PENOMECO))[9]
- 2021년 10월 12일 제시 - [Digital Single] Cold Blooded
- 2021년 11월 24일 제시 - [Digital Single] Shivers[10]
- 2022년 3월 29일 헤이즈 - [Digital Single] 엄마가 필요해
- 2022년 4월 13일 제시 - [Digital Single] ZOOM
- 2022년 4월 16일 헤이즈 - 우리들의 블루스 OST Part.2
- 2022년 4월 29일 싸이 - 싸다9
- 2022년 5월 17일 TNX - WAY UP
- 2022년 5월 24일 제시 - 우리는 오늘부터 OST Part.3
- 2022년 6월 9일 페노메코 - [Digital Single] 비밀:리에 vol.6 "먹구름"
- 2022년 6월 16일 던 - [Digital Single] Stupid Cool
- 2022년 6월 30일 헤이즈 - Undo
- 2022년 7월 20일 현아 - 나빌레라
- 2022년 9월 22일 크러쉬 - [Digital Single] Rush Hour
- 2022년 12월 12일 헤이즈 - [Digital Single] Themselves Chapter.2
- 2023년 2월 15일 TNX - Love Never Dies
- 2023년 2월 18일 스윙스 - [Digital Single] 적응 (Survival Of The Fittest)[11]
- 2023년 4월 5일 헤이즈 - [Digital Single] 빙글빙글
- 2023년 4월 13일 TNX - 뜨거운 홍차 OST Part.1
- 2023년 4월 19일 페노메코 - Rorschach Part.1
- 2023년 5월 26일 헤이즈 - BASTIONS OST Part.2[12]
- 2023년 6월 7일 TNX - BOYHOOD
- 2023년 6월 19일 페노메코 - Rorschach Part.2
- 2023년 8월 10일 화사 - 댄스가수유랑단 OST[13]
- 2023년 8월 29일 헤이즈 - [Digital Single] 언젠간 괜찮아질 이야기[14]
- 2023년 8월 30일 크러쉬 - [Digital Single] 스트릿 우먼 파이터2(SWF2) 계급미션(부리더)
- 2023년 9월 6일 화사 - [Digital Single] I Love My Body
- 2023년 9월 21일 안신애 - [Digital Single] Respect
- 2023년 10월 4일 화사 - [Digital Single] Chili
- 2023년 11월 14일 크러쉬 - wonderego
- 2023년 11월 21일 스윙스 - [Digital Single] 월간 AP - 2023년 11월[15]
- 2023년 12월 7일 헤이즈 - Last Winter
- 2023년 12월 28일 스윙스 - [Digital Single] 월간 AP - 2023년 12월[16]
- 2024년 1월 5일 헤이즈 - 환승연애3 OST Part.1[17]
- 2024년 1월 29일 스윙스 - [Digital Single] 월간 AP - 2024년 1월[18]
- 2024년 2월 20일 스윙스 - [Digital Single] 월간 AP - 2024년 2월[19]
- 2024년 3월 5일 다니엘 지칼 - [Digital Single] Fresh
- 2024년 3월 8일 스윙스 - Upgrade V
- 2024년 3월 17일 헤이즈 - 눈물의 여왕 OST Part.3
- 2024년 3월 20일 TNX - [Digital Single] FUEGO
- 2024년 3월 24일 크러쉬 - 눈물의 여왕 OST Part.4
- 2024년 4월 11일 헤이즈 - 언니, 이번 생엔 내가 왕비야 OST Part.3
- 2024년 4월 17일 크러쉬 - [Digital Single] By Your Side
- 2024년 5월 7일 헤이즈 - [Digital Single] 넌 어디에 (남은 인생 10년 X 헤이즈 (Heize))
- 2024년 6월 16일 크러쉬 - 엄마, 단둘이 여행 갈래? OST - Crush
- 2024년 6월 23일 안신애 - 엄마, 단둘이 여행 갈래? OST - 안신애
- 2024년 6월 24일 스윙스 - [Digital Single] 월간 AP - 2024년 6월[20]
- 2024년 7월 3일 안신애 - [Digital Single] Dear City
- 2024년 7월 31일 스윙스 - [Digital Single] 월간 AP - 2024년 7월[21]
- 2024년 9월 19일 화사 - O
- 2024년 9월 24일 헤이즈 - [Digital Single] 여전히 입술을 깨물죠
- 2024년 9월 27일 TNX - [Digital Single] 로드 투 킹덤 : ACE OF ACE <VS> Part. 1;[22]
- 2024년 10월 10일 TNX - [Digital Single] 로드 투 킹덤 : ACE OF ACE 〈IDENTITY〉 Part.1[23]
- 2024년 11월 6일 헤이즈 - FALLIN
- 2024년 11월 14일 화사 - [Digital Single] Star

## 2025년 ~ 2029년
- 2025년 1월 15일 안신애 - Dear LIFE
- 2025년 2월 21일 안신애 - 보물섬 OST Part.1
- 2025년 3월 26일 TNX - For Real?
- 2025년 5월 9일 크러쉬 - [Digital Single] Everything Happens To Me
- 2025년 5월 20일 헤이즈 - 당신의 맛 OST Part.2
- 2025년 5월 27일 안신애 - 당신의 맛 OST Part.3
- 2025년 6월 23일 Baby DONT Cry - F Girl
- 2025년 8월 28일 크러쉬 - FANG